# Morfin
Morfin (tudi morfij) je glavni alkaloid v opiju in spada med tako imenovane opiate. V medicini velja za enega najmočnejših analgetikov med naravnimi snovmi. Morfin je bil prvi alkaloid, ki so ga izolirali v čisti obliki ter je predstavljal začetek nove znanstvene discipline - farmakologije.
Morfin se dobiva iz opija, torej posušenega mlečka nezrelih glavic vrtnega maka (Papaver somniferum).

## Zgodovina in poimenovanje
Morfin je leta 1804 prvi izoliral nemški lekarnar Friedrich Wilhelm Adam Sertürner ter ga poimenoval morfij po Morfeju, grškem bogu sanj. Naziv morfij se je v pogovornem jeziku ohranil še do danes (pravilnejše ime je morfin). Njegova uporaba se je razširila šele z razvojem podkožnih injekcij (1853). Uporabljal se je kot protibolečinsko zdravilo ter pri lajšanju odtegnitvenega sindroma pri alkoholizmu in odvisnosti od opija.
Leta 1874 so iz morfina sintetizirali heroin.

## Uporaba
Morfin se uporablja pri lajšanju močnih in zelo močnih bolečin (na primer pri rakavih obolenjih). Zdravilo je lahko v obliki kapsul, tablet, kapljic, zrnc, svečk, zdravilnih obližev in injekcij. Pogosto gre za farmacevtske oblike s podaljšanim sproščanjem. Glede na smernice SZO naj bi se dajal, če je le možno peroralno in odmerjanje naj bi bilo individualno.
Najpogostejši neželeni učinek je zaprtje, zato se često hkrati daje tudi odvajalo.

## Farmakologija
Morfin deluje v osrednjem živčevju kot agonist na opioidnih receptorjih. Zatorej se prevajanje bolečinskih dražljajev in posledično občutenje bolečine zavreta. Deluje tudi na obkrajno živčevje, kjer zmanjša občutljivost živčnih končičev na bolečinske dražljaje.
Neželeni učinki:
- nastop zasvojenosti
- depresija dihanja
- zaprtje
- motnje zavesti (halucinacije, razbranost ...)
- hipotenzija

Morfin tudi zavira center za kašelj v osrednjem živčevju in tako deluje kot antitusik. Na začetku terapije lahko povzroča slabost in bljuvanje, ker deluje tudi na center za bruhanje. Čez čas ta učinek preneha.
Nevarnost zastoja dihanja je pri bolnikih z močnimi bolečinami manj verjetna, ker bolečine same povzročajo stimulacijo dihanja. Sodobni zdravilni pripravki, in sicer farmacevtske oblike s podaljšanim sproščanjem, vzdržujejo konstantno plazemsko koncentracijo učinkovine v krvi in tveganje za nastop zasvojenosti je manjše.